# Bob Balaban
Robert Elmer Balaban (ur. 16 sierpnia 1945 w Chicago) – amerykański aktor, reżyser, scenarzysta i producent filmowy. Nominowany do Oscara za najlepszy film jako twórca scenariusza dramatu Roberta Altmana Gosford Park (2001).
Najbardziej kojarzony z rolą naukowca Laughlina w Bliskich spotkaniach trzeciego stopnia (1977). W 1968 zadebiutował na Broadwayu jako goniec hotelowy i Borden Eisler w sztuce Neila Simona Plaza Suite u boku George’a C. Scotta. Po raz pierwszy wystąpił na ekranie w roli homoseksualnego studenta w dramacie Johna Schlesingera Nocny kowboj (Midnight Cowboy, 1969) z udziałem Dustina Hoffmana i Jona Voighta. Pojawił się również w kilku epizodach amerykańskiego serialu Kroniki Seinfelda (w czwartym sezonie) jako Russell Dalrymple (fikcyjny szef NBC).
Jego dziadkowie byli żydowskimi emigrantami z Europy. Ojciec, wraz z braćmi, zdominowali rynek kinowy w Chicago w okresie przedwojennym. Stryj, Barney Balaban, był prezesem Paramount Pictures przez prawie 30 lat w latach 1936–1964.

## Filmografia
- Paragraf 22 (Catch-22, 1970)
- Bliskie spotkania trzeciego stopnia (Close Encounters of the Third Kind, 1977)
- 2010: Odyseja kosmiczna (2010: The Year We Make Contact, 1984)
- Kula w łeb (Dead Bang, 1989)
- Kroniki Seinfelda (Seinfeld, 1992, 1993)
- Jakub kłamca (Jacob the Liar, 1999)
- Przyjaciele (Friends, 1999)
- Gosford Park (2001, także jako producent)
- Mexican (2001)
- The Majestic (2001)
- Capote (2005)
- Kobieta w błękitnej wodzie (Lady in the Water, 2006)
- I Am the Pretty Thing That Lives in the House (2016)